# Dziewczynka i gąsior
Dziewczynka i gąsior (ros. Девочка и Гусь) – radziecki krótkometrażowy film animowany z 1975 roku w reżyserii Wachtanga Bachtadze. Scenariusz napisała Nina Benaszwili.